# Ingvar Karkoff
Ingvar Karkoff   (Hägerstens, 14 de setembre de 1958) és un compositor i arranjador suec. És fill del compositor Maurice Karkoff.
Ingvar Karkoff ha estudiat instrumentació amb al professor Gunnar Johansson i contrapunt amb al professor Valdemar Söderholm. Va continuar els seus estudis de composició a la Reial Acadèmia de Música d'Estocolm, 1978–82, on Gunnar Bucht i Pär Lindgren eren els seus professors i Brian Ferneyhough, professor convidat. Karkoff va ensenyar en audició a l'institut musical d'Edsberg 1985–87 i instrumentació i teoria a l'institut pedagògic musical d'Estocolm.. També ha estat professor d'instrumentació i composició a la "Royal Academy of Music" 1986-92. A més d'això, ha estat actiu com a amfitrió del programa desitjat "Nya timmen" a la Ràdio Sueca.
La música de Karkoff s'ha interpretat a Finlàndia, Noruega, els països bàltics, els Estats Units, Rússia, l'antiga Iugoslàvia, Hongria, Àustria, França, Portugal, Itàlia, Espanya, Israel i Japó. Ha representat a Suècia al "Young Nordic Music Festivals", als "Nordic Music Days" i al festival de música contemporània de Sant Petersburg. Les obres orquestrals han estat interpretades per les orquestres simfòniques més destacades de Suècia; la peça orquestral Fenixes fou encarregada i es va estrenar a Estocolm el 1993 amb Gennady Rozhdestvensky i la Royal Philharmonic Orchestra.

## Honors i premis
- 2001 - Premi Christ Johnson menor per a la simfonia núm. 1
- Premi Rosenborg, editor de música de Gehrman
- La beca de viatges de la Royal Academy of Music
- Premi de Cultura Ciutat d'Estocolm